# Resolutie 801 Veiligheidsraad Verenigde Naties
Resolutie 801 van de Veiligheidsraad van de Verenigde Naties werd zonder te stemmen aangenomen op 8 januari 1993, en beval Tsjechië aan voor VN-lidmaatschap.

## Inhoud
De Veiligheidsraad bestudeerde de aanvraag voor lidmaatschap van de VN van de Republiek Tsjechië. De Algemene Vergadering werd aanbevolen om aan Tsjechië het VN-lidmaatschap toe te kennen.

## Verwante resoluties
- Resolutie 763 Veiligheidsraad Verenigde Naties (Georgië)
- Resolutie 800 Veiligheidsraad Verenigde Naties (Slowakije)
- Resolutie 817 Veiligheidsraad Verenigde Naties (Macedonië)
- Resolutie 828 Veiligheidsraad Verenigde Naties (Eritrea)

Lijst ·  800 ·  801 ·  802 ·  803 ·  804 ·  805 ·  806 ·  807 ·  808 ·  809 ·  810 ·  811 ·  812 ·  813 ·  814 ·  815 ·  816 ·  817 ·  818 ·  819 ·  820 ·  821 ·  822 ·  823 ·  824 ·  825 ·  826 ·  827 ·  828 ·  829 ·  830 ·  831 ·  832 ·  833 ·  834 ·  835 ·  836 ·  837 ·  838 ·  839 ·  840 ·  841 ·  842 ·  843 ·  844 ·  845 ·  846 ·  847 ·  848 ·  849 ·  850 ·  851 ·  852 ·  853 ·  854 ·  855 ·  856 ·  857 ·  858 ·  859 ·  860 ·  861 ·  862 ·  863 ·  864 ·  865 ·  866 ·  867 ·  868 ·  869 ·  870 ·  871 ·  872 ·  873 ·  874 ·  875 ·  876 ·  877 ·  878 ·  879 ·  880 ·  881 ·  882 ·  883 ·  884 ·  885 ·  886 ·  887 ·  888 ·  889 ·  890 ·  891 ·  892